# Штумпф, Ганс-Юрген
Ганс Юрген Штумпф (нем. Hans-Jürgen Stumpff; 15 июня 1889, Колобжег, Пруссия — 9 марта 1968, Франкфурт-на-Майне, Гессен) — деятель люфтваффе, генерал-полковник (1940).

## Биография
1 апреля 1907 года вступил фанен-юнкером в 12-й гренадерский полк, 19 ноября 1908 года произведен в лейтенанты. В 1912 году командирован на оружейную фабрику в Шпандау. С 1 октября 1912 года — батальонный адъютант в 12-м гренадерском полку.

## Первая мировая война
Участник первой мировой войны. В самом начале, 24 августа 1914 года тяжело ранен. С 1 сентября 1914 года командир роты запасного батальона своего полка, в январе — мае 1915 года — роты 254-го резервного полка. С 20 мая 1915 года — адъютант 187-й пехотной бригады.
Прошел подготовку офицера Генштаба и 3 ноября 1916 года переведен в полевой Генштаб. За боевые отличия награждён Железным крестом 1-го и 2-го класса. 18 августа 1916 года получил звания гауптман.

## Межвоенная служба
После демобилизации армии оставлен в рейхсвере. С 1 октября 1919 года адъютант начальника управления Имперского военного министерства.
С 1 октября 1922 года командир роты 8-го пехотного полка, с 1 октября 1924 года — в штабе 1-й дивизии.
С 1 февраля 1927 года адъютант командующего сухопутными войсками, с 1 февраля 1929 года советник Управления личного состава Военного министерства, с 1 октября 1932 года начальник управления.
С 1 июля 1933 года состоял для особых поручений в Военном министерстве в ранге начальника управления, занимаясь вопросами личного состава возрождавшихся ВВС. 1 сентября 1933 года переведен в Имперское министерство авиации и назначен начальником Управления личного состава Имперского министерства авиации.
Руководил подбором кадров в создаваемых ВВС, осуществлял руководство кадровой политикой люфтваффе в первые годы его создания. С 1 июня 1937 года начальник Генерального штаба Верховного командования люфтваффе (ОКЛ).

## Вторая мировая война
1 февраля 1939 года сдал пост генералу Гансу Ешоннеку и был назначен начальником воздушной обороны рейха. В его задачи входило осуществление руководства всем комплексом мероприятий по противодействию вражеской авиации на территории рейха. С 12 января 1940 года командующий 1-й воздушным флотом на Западе.
10 мая 1940 года, оставаясь начальником воздушной обороны, возглавил 5-й воздушный флот, призванный обеспечивать воздушное спокойствие в Германии на Севере. Участвовал в операции против Норвегии, после чего штаб флота был перенесен в Осло.
Флот Штумпфа принял участие в операции «День Орла», с которой началась «Битва за Британию». В этот день (15 августа 1940 года), флот Штумпфа совершил налет силами около 100 бомбардировщиков с прикрытием в 34 истребителя на северо-восточное побережье Великобритании. Самолеты были неожиданно атакованы английскими эскадрильями. Штумпф потерял около 30 бомбардировщиков, в то время как англичане не потеряли ни одного самолета. Больше к боям за Британию флот Штумпфа не привлекался.
18 сентября 1941 года награждён Рыцарским крестом Железного креста.
В 1941—1943 годах самолеты Штумпфа действовали на севере советско-германского фронта, оказывая поддержку финским войскам. Осуществляли бомбардировки Мурманска и городов Карелии. Хвастливо заявлял о том, что потопит весь Северный флот с воздуха. Самым значительным успехом флота Штумпфа стало уничтожение конвоя PQ-17.
27 ноября 1943 года снят с поста и зачислен в резерв ОКЛ, а 23 декабря 1943 года заменен генералом-полковником Хубертом Вайзе на посту начальника воздушной обороны рейха.
С 6 января 1944 года командующий ВВС «Центр». После того как выяснилось, что имеющиеся силы не могут предотвратить налеты авиации союзников на территорию рейха, был создан воздушный флот «Рейх», командование которым 5 февраля 1944 года было поручено Штумпфу. В подчинении Штумпфа оказались все силы люфтваффе на Западе.
После назначения главнокомандующим люфтваффе генерал-фельдмаршала Роберта фон Грейма стал 8 мая 1945 года его заместителем и начальником Генштаба люфтваффе.
9 мая 1945 года вместе с генерал-фельдмаршалом Вильгельмом Кейтелем и генерал-адмиралом Гансом-Георгом фон Фридебургом подписал Акт о безоговорочной капитуляции Германии.
23 мая 1945 года арестован союзниками. Привлечен к суду английского военного трибунала, но в октябре 1947 года оправдан.

## Награды
- Железный крест (1914) 2-го и 1-го класса
- Орден «За военные заслуги» 4-го класса с мечами (Королевство Бавария)
- Крест Фридриха (Герцогство Ангальт)
- Ганзейский крест Гамбурга
- Ганзейский крест Любека
- Крест «За военные заслуги» 3-го класса с воинским отличием (Австро-Венгрия)
- Орден «За военные заслуги» рыцарский крест (Болгария)
- Нагрудный знак «За ранение» (1918) в чёрном
- Медаль «За выслугу лет в вермахте» 4-го, 3-го, 2-го и 1-го класса
- Медаль «В память 13 марта 1938 года»
- Медаль «В память 1 октября 1938 года» с пряжкой «Пражский замок»
- Пряжка к Железному кресту (1939) 2-го и 1-го класса
- Рыцарский крест Железного креста (18 сентября 1941)
- Орден Белой розы Финляндии большой крест со звездой и мечами (Финляндия)
- два упоминания в Вермахтберихт
- Знак «Лётчик-наблюдатель» в золоте с бриллиантами